# Кубок світу з біатлону 2014—2015 — етап 5
П'ятий етап Кубка світу з біатлону 2014—15 проходить в Рупольдінгу, Німеччина, з 14 по 18 січня 2015 року. До програми етапу було включено 6 гонок: спринт та мас-старт у чоловіків та жінок, а також чоловіча та жіноча естафети.

## Гонки
Розклад гонок наведено нижче.
| Дата     | Час       | Гонка                       |
| -------- | --------- | --------------------------- |
| 14 січня | 14:30 CET | Жінки, естафета 4x6 км      |
| 15 січня | 14:30 CET | Чоловіки, естафета 4x7,5 км |
| 16 січня | 15:00 CET | Жінки, спринт 7,5 км        |
| 17 січня | 14:30 CET | Чоловіки, спринт 10 км      |
| 18 січня | 12:30 CET | Жінки, мас-старт 12,5 км    |
| 18 січня | 15:30 CET | Чоловіки, мас-старт 15 км   |

## Чоловіки

### Призери
| Гонка:                                                                     | Золото:                                                                        | Час                                                       | Срібло:                                                          | Час                                                       | Бронза:                                                           | Час                                                       |
| Естафета 4 x 7,5 км Протокол [Архівовано 16 січня 2015 у Wayback Machine.] | Норвегія Уле-Ейнар Б'єрндален Ерлен Б'єнтегор Йоганнес Бо Еміль Хегле Свендсен | 1:09:42.3 (0+1) (0+0) (0+0) (0+1) (0+1) (0+3) (0+1) (0+1) | Німеччина Ерік Лессер Андреас Бірнбахер Арнд Пайффер Сімон Шемпп | 1:09:46.9 (0+0) (0+1) (0+1) (0+0) (0+0) (0+1) (0+1) (0+0) | Росія Євген Гаранічев Тимофій Лапшин Олексій Волков Антон Шипулін | 1:09:50.7 (0+0) (0+1) (0+2) (0+2) (0+1) (0+0) (0+1) (0+1) |
| Спринт 10 км Протокол [Архівовано 18 січня 2015 у Wayback Machine.]        | Йоганнес Бо Норвегія                                                           | 23:59.2 (0+0)                                             | Сімон Шемпп Німеччина                                            | 24:23.7 (0+0)                                             | Арнд Пайффер Німеччина                                            | 24:57.1 (0+1)                                             |
| Мас-старт 15 км Протокол [Архівовано 18 січня 2015 у Wayback Machine.]     | Сімон Шемпп Німеччина                                                          | 35:42.8 (0+0+0)                                           | Кентен Фійон-Майє Франція                                        | 35:42.8 (0+0+0+0)                                         | Міхал Шлезінгр Чехія                                              | 35:42.8 (0+0+0+0)                                         |

## Жінки

### Призери
| Гонка:                                                                   | Золото:                                                                 | Час                                                       | Срібло:                                                             | Час                                                       | Бронза:                                                                     | Час                                                       |
| Естафета 4 x 6 км Протокол [Архівовано 15 січня 2015 у Wayback Machine.] | Чехія Ева Пускарчикова Габріела Соукалова Їтка Ландова Вероніка Віткова | 1:23:57.7 (0+0) (0+0) (0+1) (0+2) (0+3) (0+1) (0+1) (0+1) | Білорусь Надія Скардіно Ірина Кривко Надія Писарєва Дарія Домрачева | 1:25:11.0 (0+0) (0+2) (0+0) (0+0) (0+1) (0+2) (0+0) (0+1) | Німеччина Франциска Пройс Франциска Гільдебранд Ванесса Гінц Лаура Дальмаєр | 1:25:37.0 (0+0) (1+3) (0+0) (0+2) (0+0) (0+1) (0+0) (0+0) |
| Спринт 7,5 км Протокол [Архівовано 22 січня 2015 у Wayback Machine.]     | Фанні Горн Норвегія                                                     | 21:07.4 (0+0)                                             | Дарія Домрачева Білорусь                                            | 21:10.8 (0+0)                                             | Тіріл Екгофф Норвегія                                                       | 21:16.7 (1+0)                                             |
| Мас-старт 12,5 км Протокол [Архівовано 18 січня 2015 у Wayback Machine.] | Дарія Домрачева Білорусь                                                | 35:17.5 (1+0+2+0)                                         | Франциска Пройс Німеччина                                           | 35:34.0 (0+1+1+0)                                         | Вероніка Віткова Чехія                                                      | 35:40.4 (1+1+1+0)                                         |

## Досягнення
Найкращий виступ за кар'єру
|  |  |

Перша гонка в Кубку світу
|  |  |